# Muraripur, Sandur
Muraripur là một làng thuộc tehsil Sandur, huyện Bellary, bang Karnataka, Ấn Độ.